# يوسي هاريل

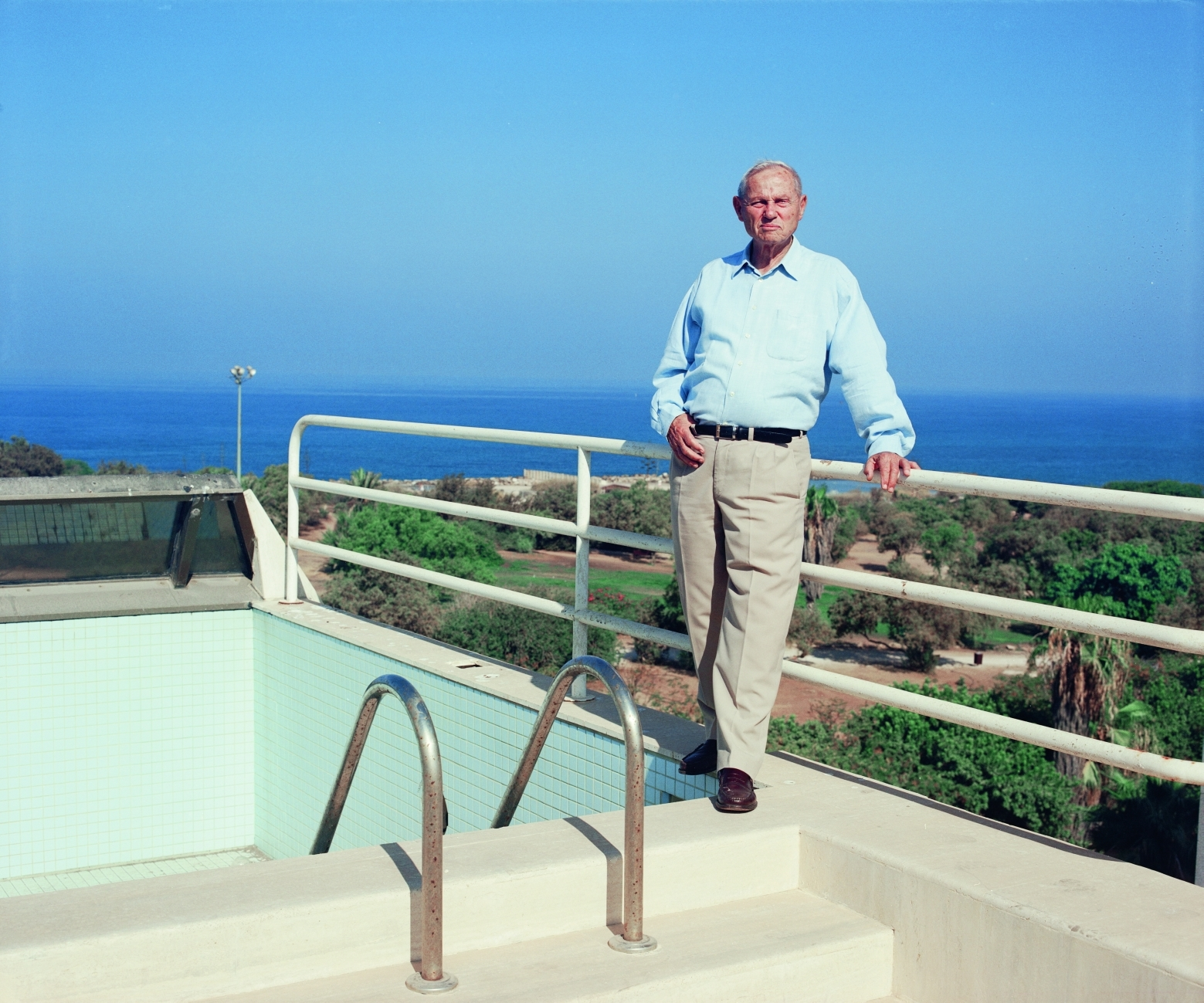
يوسي هاريل

يوسي هاريل (سابقا - يوسي هامبرغر) ((بالإنجليزية: Yossi Harel)،(بالعبرية: יוסי הראל‏)) ، (4 يناير 1918 في القدس - 26 أبريل 2008) كان ضابط صهيوني إسرائيلي وضابط استخبارات وهو قائد عملية إكسدس 1947 وعضو قيادي في مجتمع المخابرات الإسرائيلية. يوسي هو الذي أبحر من ميناء Sète (بالقرب من مرسيليا) في يوليو 1947، حاملاً أكثر من 4500 ناج من المحرقة اليهودية إلى حيفا في فلسطين، حيث منع الحصار الذي فرضه البريطانيون الهاربين اليهود من النزول لفلسطين. بعد عدة أيام من المناوشات التي تم نشرها على نطاق واسع، تم ترحيل الركاب إلى أوروبا. هذا الحادث، الذي أثار القلق الدولي بشأن محنة الناجين من المحرقة كان أحد الأسباب التي ساهمت في تأسيس دولة إسرائيل سنة 1948.

## سيرة شخصية
وُلد يوسي هامبرغر (لاحقًا هاريل) وأخ توأم في القدس لموشي وباتيا هامبورجر. وكان يهودي مقدسي من الجيل السادس، إلتحق بمدرسة Tachkemoni وبما أنه كان مراهقًا، عمل في محجر وله خبره في مد كابلات التلغراف لمكتب البريد. في سن 15، انضم يوسي إلى الهاجاناه.
كان هاريل متزوجا من (Esther Vaisch) ولديه ثلاثة أطفال، ابنته شارون هاريل هي الزوجة الثالثة لـرجل الأعمال الأمريكي رونالد كوهين.
توفي هاريل بنوبة قلبية في تل أبيب في 26 أبريل 2008 عن عمر يناهز 90 عامًا.  ودفن في كيبوتس سدوت يام بالقرب من قيسارية.

## عمله في الجيش والمخابرات
في وقت لاحق، قاتل تحت أورد وينغيت، ولعب بين عامي 1945 و 1948 دورًا رائدًا في مؤسسة الهجرة السرية في فلسطين، حيث قاد أربع سفن عاليا بت : الكنيست إسرائيل ، وإكسدس 1947 ، وأزموت وكيبوتس غالويوت . بعد إنشاء دولة إسرائيل، درس هاريل الهندسة الميكانيكية في معهد ماساتشوستس للتكنولوجيا في الولايات المتحدة. ومباشرة قبل أن يكمل دراسته، اتصل به موشيه ديان كرئيس أركان، وطلبه للرجوع إلى إسرائيل للتحقيق في قضية لافون وجعله رئيسًا للوحدة 131، وهي وحدة استخبارات تابعة لجيش الدفاع الإسرائيلي . 

## الإرث والذكرى
هاريل هو موضوع سيرة باللغة العبرية كتبها يورام كانيوك (إكسدس: أوديسة القائد (1999)) ، والتي تمت ترجمتها إلى العديد من اللغات. وذاعت شهرته بعد إصدار فيلم إكسدس لعام 1960، الذي اخرجه أوتو بريمنغر والذي استند إلى رواية ليون أوريس 1958 التي تحمل نفس الاسم. شخصيته في الرواية «آري بن كنعان»، مثلها بول نيومان.
في عام 2007 منحت حكومة إيطاليا جائزة إكسدس إلى هاريل. وتُمنح هذه الجائزة سنويًا للأفراد الذين يروجون للسلام والإنسانية في لا سبيتسيا في إيطاليا، وهي المنطقة التي تم تجديد السفينة إكسودوس 1947 فيها.

## روابط خارجية
- يوسي هاريل الجزية المجرية
- النعي: مرات